# 17LIVE
17LIVE（ワンセブンライブ、日本での愛称：イチナナ）は、ライブストリーミングサービス。iOSやAndroid端末、PCからライブ配信および視聴を行うことができる。

## 概要
17LIVEは2015年、台湾の著名HipHopアーティストであるJeffがファウンダーとなって創業。展開するライブ動画アプリ「17LIVE」におけるユーザー数は4500万人を突破している。
2017年9月、M17 Entertainment Limited（現：17LIVE inc.）の子会社により設立された17Media Japan（現：17LIVE株式会社）により日本でサービスを開始。

### 用語
ライブ配信において、ライブ配信者を「ライバー」、ライブ視聴者を「オーディエンス」または「リスナー」と呼ぶ。

### イベント
17LIVEでは、ライバーが参加できる、様々なイベントやオーディションが常にアプリ内で開催されている。
オーディエンスからの支持（ギフトアイテムやコメント）を多数受けてポイント獲得数などが一定以上になると、色々な特典や賞品が得られる仕組みになっている。
各プロダクションと業務提携したイベントや共同オーディションのなかには、「賞金」だけではなく、「アイドルデビュー」・「楽曲提供」・「雑誌などのメディア媒体に掲載される」などの特典が得られるものも存在する。

## 沿革

### 2015年
- 6月 -  Joseph Phua（潘杰賢）が台湾においてライブ配信アプリ「17Live」AppStoreとGoogle Playでリリース
- 7月15日 - イギリス領ヴァージン諸島にて持株会社「Machipopo, Inc（後のIchi Nana Inc.）」を設立[7]
- 10月 - 台湾においてライブストリーミング事業の運営子会社として「英屬維京群島商麻吉一七股份有限公司（現：英屬維京群島商藝啟股份有限公司）」を設立
- 9月29日 - アプリダウンロード数600万回超え
- 11月 - 香港においてライブストリーミング事業の運営子会社として「17 Media (H.K.) Limited（現：17LIVE (HK) Limited）」を設立

### 2016年
- 3月17日 - 1000万ダウンロード突破

### 2017年
- 10月 - 出会い系アプリ「Paktor」の運営会社のPaktor Pte. Ltd.がMachipopo, Incの株式の36.8％を取得[8]
- 2月 - ケイマン諸島にて「M17 Entertainment Limited（現：17LIVE inc.）」を設立
- 3月 - 株式交換によりPaktor Pte. Ltd.がMachipopo, Incのすべての株式を取得
- 3月 - 株式交換によりM17 Entertainment Limited（現：17LIVE inc.）がPaktor Pte. Ltd.のすべての株式を取得しPaktorの持株会社となる
- 6月 - 日本支社「株式会社17Media Japan（現：17LIVE株式会社）」設立[9]
- 7月 - 台湾にて「17 TV」と「17 Music」をローンチ
- 9月 - 日本での「17LIVE」のサービスを開始[10]
- 11月 - 台湾にてeコマースプラットフォーム「17 Store」をローンチ
- 12月 - アメリカ支社「M17 (USA) LLC（現 17 LIVE USA）」を設立

### 2018年
- 台湾において音声中心のライブストリーミングを運営するために「Wave Inc.」を設立
- 5月 - 事業拡大のため現青山オフィスに移転
- 8月 - 日本でV-LIVER（バーチャルライバー）事業を開始[11]

### 2019年
- 1月 - シンガポール支社「17Media SG Pte. Ltd.」を設立
- 3月 - 認証ライバー数10,000人突破　月間総配信時間200,000時間突破
- 4月 - 台湾においてライブコマース事業を運営するために「HandsUp Inc.（舉手電商股份有限公司）」を設立し、ライブコマースサービス「HandsUP (ハンズアップ)」をリリース
- 6月 - ゲーム配信事業開始
- 8月 - 台湾にて音声ライブ配信ソーシャルプラットフォーム「Wave」をリリース
- 9月 - VODサービス「17LIVE＋」を開始
- 11月 - 「17LIVE」の英語圏版「LIVIT」をリリース

### 2020年
- 1月 - M17 Entertainment Limitedが香港拠点のライブストリーミングアプリ「MeMe Live（MeMe直播）」を運営するNext Entertainment Global Holdingを買収[12]
- 3月 - ライブストリーミング事業に注力するためPaktor Pte. Ltd.を売却
- 3月 - 時点で世界6か国に拠点を置き、全154地域に展開（Tokyo・Taipei・HongKong・Beijing・New Delhi・LA）、ユーザー数は4500万人を突破
- 8月 - 小野裕史がM17 Entertainment Limited（現：17LIVE inc.）のグローバルCEOに就任[13]
- 5月10日 - RKBラジオとのコラボ番組「イチナナラジオ」がスタート。メインパーソナリティは冨吉明日香[14]
- 6月18日 - 「17 Live」から「17LIVE」へ表記変更を発表[15]。
- 10月 - 国内1000万ダウンロードを達成、認証ライバー数25,000人突破
- 10月 - グローバルの社名を「M17 Entertainment Limited」から「17LIVE Inc.」に変更[16]
- HandsUPの台湾事業をB2Bライブコマースのマッチングと注文管理のSaaSプラットフォームである「OrderPally」にリブランド

### 2021年
- 9月10日 - サービス名称の読みを「ワンセブンライブ」とし、世界で名称を統一させる[17]。ただし日本における愛称は従来通り「イチナナ」である。同時にロゴも変更。

### 2022年
- 5月 - 17LIVEアプリ内ゲーム「フルーツファーム」をリリース
- 8月 - 17LIVEアプリ内ゲーム「陰陽師」をリリース
- 8月31日 - Alex Lien（アレックス・レン、練建麟）が17LIVE Inc.のグループCOOに就任[18][19]
- 音声ライブ配信ソーシャルプラットフォーム「WAVE」の日本でのサービス開始
- 10月28日 - ライバー（ライブ配信者）がライブ配信の“今と未来”についてともに考えるプロジェクトとして、「17LIVEラボ」を始動[20]

### 2023年
- 3月31日 - Alex Lien（アレックス・レン、練建麟）が17LIVEグループの代表取締役兼グループCEOに就任[21]
- 4月 - MeMe Liveを17LIVEに統合[22]
- 7月 - Vライバープロジェクトとして、戦国武将をモチーフにしたVライバー5名で構成されるガールズユニット、戦国武将「武士来舞（BUSHILIVE）」がデビュー
- 7月 - 17LIVEにてライブコマースサービス「イチナナショッピング」の提供を開始[23]
- 8月1日 - 任天堂株式会社と、任天堂の著作物利用に関する包括的許諾契約を締結[24]
- 8月3日 - イチナナで人気のVライバーが各回出演する新番組『喰らえ！Vナナ飯店』をBSテレ東にて放送を開始[25]
- 10月2日 - オールナイトニッポン0(ZERO)にて映像ライブ配信を開始[26][27][28]
- 10月15日 - 世界各地のイチナナライバー50名が集うグローバルオフラインイベント「17LIVE Global Award 2023 in Singapore」を開催[29]
- 12月1日 - Vライバーの総合的なマネジメントを行うプロダクション「NexuStella（ネクサステラ）」を設立。株式会社サーチフィールドより、Vライバー事業「GIKUTASLiver / G-Starter」を事業譲受し、「GIKUTASLiver / G-Starter」を「NexuStella Colorful（ネクサステラ カラフル）」という名称に統合し「NexuStella」の傘下に置く[30]
- 12月8日 - 17LIVEグループの持株会社である17LIVE Holding Limitedが、特別買収目的会社（SPAC）のVertex Technology Acquisition Corporation Ltdとの企業結合を完了し、Vertex Technology Acquisition Corporation Ltdが17LIVE Group Limitedに社名変更。シンガポールで初となるSPAC案件としてシンガポール証券取引所メインボード市場に上場[31][32]

### 2024年
- 1月22日 - 17LIVEアプリ内にてインタラクティブゲーム「霊獣の城（れいじゅうのしろ）」を提供開始[33]
- 1月26日 - 共同創業者兼会長の潘杰賢（Joseph Phua、ジョセフ・フア）を17LIVEグループの取締役会長兼最高経営責任者（CEO）に再任[34]。

## NexuStella
17LIVE株式会社が運営するVライバープロダクション

### NexuStella Colorful
17LIVEでの配信を中心としたVライバーグループ
- 羽星のあ（HaneboshiNoah）
- いなりこやこ（InarikoYako）
- 只井マカロン(TadaiMacaron)
- ちだ(Tida)
- 雪猫(Yukineko)
- 如月海結(KisaragiMyu)
- くま沢のの(KumazawaNono)
- 茜あすか(AkaneAsuka)
- 石乃星すふぇね(Ishinohoshisphene)
- 新兎やよ(NeetYayo)
- 蝶望メロ(ChiyonoMero)
- キャロル・ポケット(CarolPocket)
- 吸血きあり(KyuketsuKiari)
- 吸血きあな(KyuketsuKiana)
- 龍ヶ崎ひなた(RyugasakiHinata)
- 愛海(あくあ)まりん(AquaMarine)
- プルゥ･ルミエール(PluuLumiele)
- 舞台風 はく(ButaikazeHaku)
- ホーリー・ドーナッツ(HolyDonut)
- ルィ・シャルロッテ(LuiCharlotte)
- 氷帝六椛(hyouteirikka)
- 佐藤ゆゆ。(SatoYuyumaru)
- 界万喜南斗(KaimakiMinato)
- 小兎姫ちぴぃ(KotohimeChipi)
- 麗猫院れにゃ(ReibyoinRenya)
- えび先生(Ebisensei)
- 葉月くぅと(HazukiKuuto)
- 苺月やなむ(ItsukiYanamu)
- 神宮寺るな(JinguujiRuna)
- 本名うに(HonnaUni)
- 蛇塚朱々(HebizukaSuzu)
- 夢宮春歌(YumemiyaHaruka)
- 晴野うる(harenouru)
- 四季果恋(ShikiKaren)
- 奏樺ロイ(UtageRoi)
- 百鬼葵(NakiriAoi)
- 花園みんと(HanazonoMinto)
- 冥門めぐり(KurakadoMeguri)
- 才気らい(SaikiRai)
- 小恋路しの(OrenjiSino)
- 淡藤紫史(AwafujiShihumi)
- マルミア(Marumia)
- 彩輝星藍(AyakiSeira)
- 紫葉みどり(ShibaMidori)
- 鴉羽米丸(KarasubaKomemaru)
- 竜花シュカ(TachibanaSyuka)
- 闇熊れりあ(AnyuuReria)
- 宮ノ園セレネ(MiyanosonoSerene)
- 天泣とあ(TenkyuuToa)
- 瀬名シエル(SenaShieru)
- 照間アサ(TerimaAsa)
- Prototype_NEO(Prototype_NEO)
- 氷菓ちの(HyoukaChino)
- 赤噛テト(Akagami Teto)
- もえかな(Moekana)
- 星縫屑(HoshinuiKuzu)
- 音峰めい(OtomineMei)
- 大那えるぜ(DynaElse)
- 蘭麗(Ranrei)
- アリス・バンデット(AliceBandit)
- 白菊司夜(ShiragikuShiya)
- 百地 シュウ(MomotiSyu)
- 神谷 綾人(KamiyaAyato)
- 発目 絃(HatsumeIto)
- 鳴海 豹真(NarumiHyouma)
- 静院 正宗(SeiinMasamune)
- 兎月しろっぷ(UzukiSyrup)
- 明音 律斗(AkaneRitsuto)
- ましろ おにょ(MashiroOnyo)
- 間宮 真修(MamiyaMasyu)
- 貴島 幽輔(KizimaYusuke)
- 蛙水 一護(AsuiIchigo)
- 逢坂 らぶら(OsakaLabra)
- 弦月 梓馬(GengetsuAzuma)
- 久遠 瞬(KuonShun)
- 桃栗 ラムダ(MomokuriLamda)
- 鷲影 剛(Washikage Gou)
- 春野 咲也(HarunoSakuya)
- 宵凪 葵斗(YoinagiAoto)
- 黒羽コクト(KurobaneKokuto)
- 瀧澤 神夢維(TakisawaKamui)
- 花邑 渚(HanamuraNagisa)
- 鱶本 潮門(FukamotoShimon)
- 茨木 琉斗(IbarakiRyuto)
- 恐 竜哉(OsoreTatsuya)
- 白薔薇 彩嘉(ShirobaraSaika)
- 酒々井 ミコト(ShisuiMikoto)
- 神室 翠龍(KamuroSuiryu)

### 武士来舞
戦国武将をモチーフにしたVライバーガールズユニット
- Nobuka(信華)
- Hidemaru (ひでまる)
- Mitsuha (三葉)
- Saku (雀)
- Shina (紫衣奈)

### GanGun Girls
ゲームに特化したVライバーガールズユニット
- 久那式 リン (Kunashiki Lin)
- ぴな ぽぷり (Pina Popuri)
- イオダ エム (Ioda Em)
- 月成 るくす (Tsukinari Lux)
- 妖崎 ゆう (Ayasaki Yuu)

## 出演している芸能人
- DJ KOO（DJ）
- 永井佑一郎（お笑い芸人）
- 金子賢（タレント）凍結
- 堀江淳（歌手）
- 愛内里菜（歌手）
- GACKT（シンガーソングライター）
- 西川貴教（歌手）
- クロちゃん（安田大サーカス・お笑い芸人）
- 宍戸留美（声優）
- AKB48（アイドル）
- meg（ジャズシンガー）
- 手越祐也(タレント)

## イベント
ライブ配信を行う際に、ライバーはイベントの参加、イベントの不参加、マイイベントの開始などのオプションが選択できる。イベントでは、そのイベントに参加したライバーのなかで、ランキング付やスコアリングがされ、上位入賞者には様々な特典が送られる。オンライン上で予選を実施し、予選通過者のみが参加できるオフラインのイベントなどが実施されるケースもある。具体的には、17 Music Festivalなどが挙げられる。

### マイイベント
マイイベントは、ライバー自身が目標などを設定し、個別のイベントを設定できる機能である。

### オフィシャルイベント
オフィシャルイベントには、17LIVEの運営会社が設定した条件を満たしているライバーが参加でき、ランキング上位の人に豪華な景品が送られる。マイイベントのような自由な設定はできないものの、大規模な施設でのイベントや豪華商品などが魅力となっている。